# Zivilehe

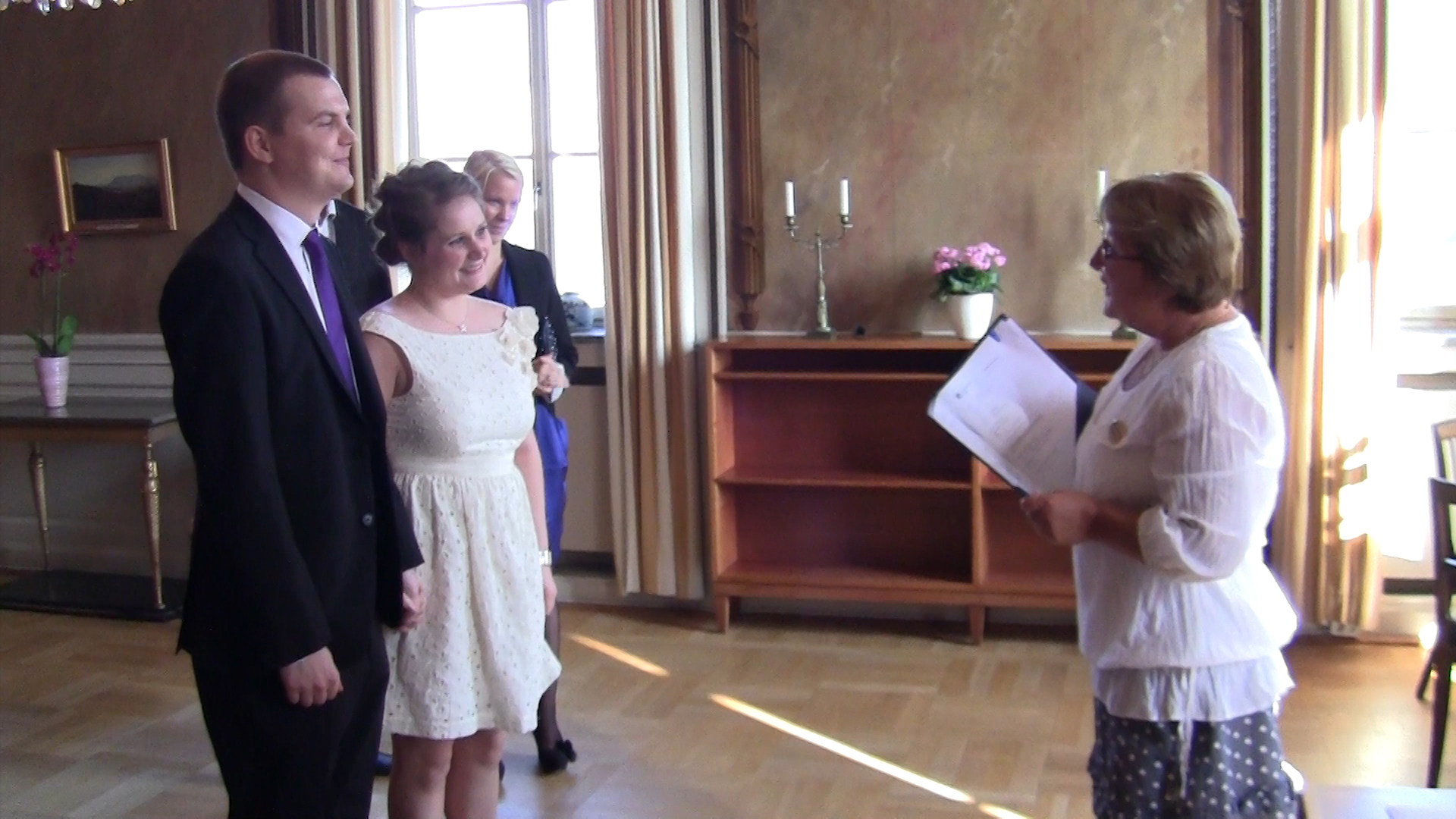
Ziviltrauung in Schweden (2011)

Die Zivilehe ist die in den meisten Ländern als Rechtsinstitut des Zivilrechts ausgestaltete Form der Ehe. Sie ist Gegenstand des Eherechts.
„Zivil“ bezeichnet in diesem Zusammenhang die Abgrenzung der staatlich geregelten Ehe von der religiösen, durch Glaubensgemeinschaften vermittelten Ehe (z. B. der kirchlichen Trauung oder der islamischen Ehe). Die Voraussetzungen dafür, die Zivilehe eingehen zu können, und ihre Rechtswirkungen im Einzelnen unterscheiden sich je nach Rechtsordnung. Gleichgeschlechtlichen Paaren steht seit Beginn des 21. Jahrhunderts in vielen westlichen Ländern die Zivilehe offen.

## Allgemeines
Die Zivilehe ist die in nichtreligiöser Form (d. h. vor dem Standesbeamten oder Notar) geschlossene und nichtreligiösem Recht unterliegende Ehe.
Ausgehend von der einzelnen Ehe, gibt es staatlicherseits die reine Zivilehe, die rein religiöse Ehe oder Mischformen, bei denen der Staat in begrenztem Umfang (Eheschließung, ggf. auch Nichtigerklärung) die Mitwirkung der Religion zulässt. In Deutschland, Österreich und der Schweiz, aber etwa auch Frankreich und den Benelux-Staaten ist dem Grundsatz nach die reine Zivilehe obligatorisch. Zugleich kann hier eine Ehe nach religiösem, etwa kanonischem Recht vorliegen, die aber staatlicherseits ohne Bedeutung bleibt (vgl. „Kaiserparagraph“ § 1588 BGB oder Art. 1:30 Abs. 2 BW). Bei der fakultativen Zivilehe existiert staatlicherseits die reine Zivilehe neben der rein religiösen Ehe oder Mischformen.

## Deutschland

### Geschichte

Urkunde über die zivilrechtliche Eheschließung von Metta Schütte und August Haese (1855)

In Deutschland wurde während der Franzosenzeit in von Frankreich besetzten bzw. annektierten Gebieten der Code civil eingeführt, ebenso in den sogenannten napoleonischen Satellitenstaaten des Rheinbundes (zum Beispiel 1810 im Großherzogtum Berg).
In den vier rheinischen Departements wurde sie fakultativ 1795 eingeführt; am 1. Mai 1798 obligatorisch.
Im Zuge der allgemeinen Restauration mit Beginn der preußischen Zeit 1815 wurde die Zivilehe allmählich wieder abgeschafft, wobei der preußische Staat – etwa im Erzbistum Köln – zunächst kompromissbereit gegenüber dem amtierenden konservativen Episkopat agierte. Aufgrund der föderalen Struktur des Deutschen Bundes gab es in der Folge bis zur Reichsgründung regional unterschiedliche Annäherungen an die Wiedereinführung der Zivilehe.
Vorreiter waren die Freie Hansestadt Bremen und das Großherzogtum Oldenburg, wo auf Initiativen des Baptisten Frerich Bohlken bereits am 31. Mai 1855 ein „Gesetz über die Zivilehe für das Land Oldenburg“ verkündet wurde. Die erste zivilrechtliche Trauung auf dieser gesetzlichen Grundlage fand am 12. Juli 1855 in der Stadt Varel statt; damals heirateten der Baptistenpastor August Friedrich Wilhelm Haese und Metta Schütte. Es war für Angehörige von Freikirchen und andere Dissidenten wie Freireligiöse bis dahin nicht möglich, die Ehe einzugehen. Das Recht, legale Eheschließungen durchzuführen, lag bis zum Erlass des genannten Gesetzes allein bei der jeweiligen Staatskirche. Diese wiederum verweigerte solchen, die aus der Staatskirche ausgetreten waren, die Trauung. Preußen führte am 9. März 1874 die obligatorische Zivilehe mit einem vom Landtag am 23. Januar 1874 verabschiedeten Gesetz ein. Gegen die Zivilehe gab es teilweise erhebliche Widerstände.
Im Deutschen Reich wurde die Zivilehe im Zuge des Kulturkampfs 1875 durch das Gesetz über die Eheschließung nach preußischem Vorbild geregelt (siehe auch Kaiserparagraph).

### Rechtslage
In Deutschland gilt heute die sogenannte obligatorische Zivilehe (§ 1310 BGB, Art. 13 Abs. 3 EGBGB). Damit ist gemeint, dass staatliche Instanzen nur diejenigen als Eheleute betrachten, die entsprechend den Vorschriften des Bürgerlichen Gesetzbuches („standesamtlich“) geheiratet haben. Eine Ausnahme von der obligatorischen Zivilehe beinhaltet die Heilungsvorschrift für nicht vor dem Standesbeamten geschlossene Ehen in § 1310 Abs. 3 BGB. Im Jahr 2011 wurden in Deutschland 377.831 Ehen geschlossen.
Bis Ende 2008 durfte eine kirchliche Trauung in Deutschland erst nach der Eheschließung stattfinden (Verbot der religiösen Voraustrauung). Mit dem seit 1. Januar 2009 gültigen Personenstandsrechtsreformgesetz ist dieses Verbot aufgehoben, die kirchliche Trauung hat nun überhaupt keine zivilrechtliche Relevanz mehr und ist darum auch nicht mehr staatlichen Beschränkungen unterworfen. Die evangelische Kirche hat die kirchliche Eheschließung ohne vorherige standesamtliche Eheschließung untersagt; in der katholischen Kirche ist sie in Ausnahmefällen möglich.

#### Anmeldung
Die beabsichtigte Eheschließung ist nach § 2, § 3 und § 12 des Personenstandsgesetzes beim Standesamt anzumelden. Dabei sind zumindest Geburtsurkunden (bzw. eine beglaubigte Abschrift aus dem Geburtenregister) und eine Familienstandsbescheinigung vorzulegen. Im Einzelfall, etwa bei Ausländern oder schon einmal Verheirateten, sind weitere Urkunden erforderlich. Diese Urkunden sind im Regelfall schriftlich bei den zuständigen Standesämtern zu beantragen. Einen Aushang des standesamtlichen Aufgebotes gibt es seit der Aufhebung des Ehegesetzes am 1. Juli 1998 nicht mehr.

#### Staatlicher Schutz der Ehe
Artikel 6 des Grundgesetzes setzt in seinem Satz Ehe und Familie stehen unter dem besonderen Schutz der staatlichen Ordnung die Zivilehe voraus und schützt grundsätzlich nur diese. (siehe auch Schutz von Ehe und Familie)

## Österreich
In Österreich (genauer Cisleithanien) wurde die Zivilehe mit den Maigesetzen 1868 als „Notzivilehe“ eingeführt, wenn ein konfessionelles, aber kein staatliches Ehehindernis bestand. Sie wurde dann erweitert, bis nach dem Anschluss 1938 die obligatorische Zivilehe eingeführt wurde (§ 15 EheG). Die wurde nach Kriegsende beibehalten. In Österreich bestand das Verbot der religiösen Voraustrauung von 1938 bis 1955.

## Schweiz
In der Schweiz wurde 1874 im Zuge des Kulturkampfes in der Schweiz vorgeschrieben, dass man erst zivil heiraten muss, bevor man kirchlich heiraten kann (Voraustrauungsverbot, Art. 97 Abs. 3 ZGB).

## Weitere Staaten mit obligatorischer Zivilehe
Neben den von Frankreich beeinflussten Rechtsordnungen ist die obligatorische Zivilehe auch in den Ländern des ehemaligen sozialistischen Rechtskreises (einschließlich China) und in Lateinamerika üblich; ebenso in Japan und Korea.
| West- und Mitteleuropa: - NL: Art. 1:63 BGB (BW) - FR: Art. 165 ZGB (CC) - BE: Art. 166 ZGB (CC); Art. 21 Abs. 2 Verf - LU: Art. 165 ZGB (CC); Art. 21 Verf - MC: Art. 141 ZGB (CC) - LI: Art. 26 EheG - HU: § 4:5 ZGB (Ptk) - SI: Art. 16, 28 EheFamG (ZZZDR) | Südosteuropa: - RO: Art. 287 ZGB (CC); Art. 48 Verf - BG: Art. 4 FamGB (СК); Art. 46 Verf - MK: Art. 15, 27, 30 FamG (ЗС) - RS: Art. 15 FamG (ПЗ) - XK: Art. 28 FamG (LF) - ME: Art. 16, 31 FamG (PZ) - BA-BIH: Art. 7 FamG (PZ) - BA-SRP: Art. 14 FamG (ПЗ) - BA-BRC: Art. 6 FamG (PZ) - AL: Art. 28 FamGB (KF) | Osteuropa/Nachfolgestaaten der UdSSR: - RU: Art. 1 Abs. 2 FamGB (СК РФ) - BY: Art. 15 EheFamGB (КоБС) - UA: Art. 21 FamGB (СК) - MD: Art. 9 FamGB (CF) - GE: Art. 1106 ZGB (სკ) - AM: Art. 9 FamGB (ԸՕ) - AZ: Art. 2 FamGB (AM) - KZ: Art. 2 Abs. 3 EheFamGB (НжОТК) |

In Tunesien findet die Eheschließung obligatorisch zivil vor einem Standesbeamten oder Notar statt; auch das materielle Eherecht ist zivilen Grundsätzen angenähert.

## Fakultative Zivilehe
Bei der fakultativen Zivilehe gibt es zwei Varianten.

### Zivilehe neben religiöser Eheschließung
Die meisten Staaten mit fakultativer Zivilehe lassen nur die Wahl zwischen zivilem (nichtreligiösem) und religiösem Akt der Trauung. Hierzu zählen die Länder des anglo-amerikanischen und des nordischen Rechtskreises sowie einige katholisch geprägte Länder. Voraussetzung ist die staatliche Anerkennung der Religionsgemeinschaft, des Geistlichen und/oder der Örtlichkeit. Zumeist erfolgt eine Meldung der Eheschließung durch die Religionsgemeinschaft an die staatlichen Behörden zwecks personenstandsrechtlicher Registrierung (in Italien beispielsweise Transkription genannt). Folgende europäische Rechtsordnungen gestatten eine religiöse Eheschließung:
| Überwiegend katholisch: - IT: Art. 82, 83 ZGB (CC) - SM: Art. 3 FamG (LRDF) - MT: Art. 11 EheG (Kap. 255) - ES: Art. 49 ZGB (CC) - AN: Art. 14 EheG (LQM; nur katholisch) - PT: Art. 1587 ZGB (CC; nur katholisch) - IE: Civil Registration Act 2004, part 6 - PL: Art. 1 § 2 FVGB (KRiO; seit 1998) - LT: Art. 3.24 ZGB (CK; seit 1994/2000) - CZ: § 3 FamG (ZoR; seit 1992) - SK: § 2 FamG (ZoR; seit 1992) - HR: Art. 13 FamG (OZ; seit 1999) | Überwiegend protestantisch: - GB-EAW: Marriage Act 1949 - GB-SCT: Marriage (Scotland) Act 1977 - GB-NIR: The Marriage (Northern Ireland) Order 2003 - DK: § 15 EheG (ÆL) - NO: § 12 EheG (EL) - IS: Art. 16 EheG (HjL) - SV: Kap. 4 § 3 EheG (ÄktB) - FI: § 14 EheG (AL) - EE: Art. 17 FamStHG (PKTS; seit 2001) - LV: Art. 53 ZGB (CL; seit 1993) | Überwiegend orthodox: - GR: Art. 1367 ZGB (ΑΚ; seit 1982) - CY: Art. 3 EheG (Κεφ. 279) Überwiegend muslimisch: - TR: Art. 22 PStG (NHK; seit 2017) |

Während beim „nördlichen“ Typus allein die staatliche Trauungsperson durch eine religiöse Trauungsperson ersetzt wird, richten sich beim „südlichen“ Typus auch die Ehevoraussetzungen nach kirchlichem Recht; Italien, Spanien, Portugal und Malta lassen zudem die Nichtigerklärung durch ein katholisches Kirchengericht zu.

### Zivilehe neben religiöser Ehe
Einige Staaten kennen die Zivilehe neben der religiösen Ehe. Ein typisches Beispiel ist die Sonderehe (Special marriage) in Indien, Pakistan und Bangladesch, die hier neben der rein religiösen islamischen Ehe und zumindest religiös geschlossenen weiteren Eheformen besteht. Weitere Beispiele sind das Partnerschaftsbündnis von Konfessionslosen in Israel (was allerdings Konfessionslosigkeit beider Teile voraussetzt und somit keine echte Wahlmöglichkeit darstellt) sowie die Wahlmöglichkeit von Muslimen in Griechenland.

## Religiöse Ehe
Der einzige Staat Europas mit obligatorischer Klerikalehe ist der Vatikanstaat, der nur die kanonische Ehe zulässt (bis 1993 ebenso Andorra). In vielen islamisch geprägten Staaten von Marokko im Westen bis Indonesien im Osten (Ausnahmen: Tunesien, Türkei, Nachfolgestaaten der Sowjetunion) und auch in Israel ist die rein religiöse Ehe üblich, wobei in der Regel mehrere Religionen anerkannt, aber konfessionsverschiedene Ehen kaum möglich sind.
In Israel haben Juden, Muslime, Drusen und einige christliche Konfessionen (jedenfalls die lateinische, die maronitische und die griechisch-orthodoxe) eigenes Recht und eigene Gerichtsbarkeit in Fragen des Personalstatuts. Hier kann etwa eine jüdisch geschlossene Ehe deshalb nur vom Rabbinatsgericht geschieden werden, das den Scheidebrief (Get) archiviert. Im Libanon bestehen sogar 18 anerkannte Glaubensgemeinschaften mit jeweils eigenem Eherecht und Gerichtsbarkeit. Manche heiratswillige Paare aus Israel oder dem Libanon weichen nach Zypern aus, um eine Ehe in ziviler Form zu schließen.
Weitere Beispiele: Jordanien, Syrien, Iran, Indonesien.